# 改革新党
改革新党（かいかくしんとう、韓国語: 개혁신당）は、韓国の政党。
かつて国民の力の代表を務めた李俊錫の主導により結成された。基本的には中道右派を基盤としつつも、国民の力や共に民主党、民主労働党（旧正義党）出身の政治家らが率いる多様な派閥が合流し、幅広い政治的スペクトルを有する第三極の政党として位置づけられている。

## 歴史

### 結党と統合
李俊錫は、2011年にハンナラ党から政界入りして以降、「若き保守」や改革保守のイメージを体現しながら政治活動を続けてきた。朴槿恵の弾劾後は、正しい未来党に移り、新しい保守党を経て未来統合党（後の国民の力）に合流した。2021年6月11日に第2代代表に就任し、2022年の第20代大統領選挙、国会議員再補欠選挙、第8回全国同時地方選挙において党を勝利に導いた。しかし、大統領に当選した尹錫悦および親尹派の党員らとの対立が生じた。2023年12月27日、李俊錫は記者会見を開き、国民の力からの離党と、仮称「改革新党」の結成、さらに第22代総選挙への出馬を表明した。
2024年1月20日、改革新党は国会で創党大会を開き、党代表に李俊錫を選出した。最高委員には千ハラム、許垠娥、李基仁が就任し、事務総長には金哲根が起用された。この大会で李俊錫は、韓国の希望や新しい未来など、他の第三極政党と連携した包括政党の構築を目指す考えを示した。中央選挙管理委員会には1月25日付で正式に登録された。

### 第22代総選挙での国会進出
4月10日に行われた第22代総選挙で改革新党は3議席を獲得し、国会に進出した。

### 指導部の内紛と代表解任
5月19日に改革新党は全党大会を開き、許垠娥を新たな党代表に選出した。しかし、就任後の党の路線や方針との乖離が指摘され、党運営における独自性の強さをめぐって「私党化」との懸念の声も上がった。
12月16日、許代表が金哲根事務総長を更迭したことを契機に、党事務局との対立が表面化し、2025年1月8日からは事務局側が党務を拒否する事態となった。1月10日には李妵鍈政策委員長の解任を試みたが、事務局によって阻止され、党内対立は全体へと拡大した。
これを受け、党内では党員リコールに関する議論が始まり、1月21日には千ハラム院内代表の主宰により開催された緊急最高委員会において、許代表のリコールおよび職務停止が決定された。1月24日から25日にかけて行われた党員リコール投票では、後援党員の87.93％が投票に参加し、そのうち91.93％が賛成票を投じたことにより、1月26日に許垠娥の代表権限は失効した。これに伴い、千ハラム院内代表が代表権限を引き継ぐこととなった。

## 歴代代表
| 代 | 党首名   | 画像 | 在任期間                      | 備考                                   |
| -- | -------- | ---- | ----------------------------- | -------------------------------------- |
| 1  | 李俊錫   |      | 2024年1月25日 - 2024年5月19日 |                                        |
| 2  | 許垠娥   |      | 2024年5月19日 - 2025年1月26日 | 党員リコール投票により代表権限を失効。 |
| -  | 千ハラム |      | 2025年1月26日 - 現職          | 代表権限代行。院内代表を兼任。         |

## 党勢推移

### 大統領選挙
| 代     | 年月日       | 候補者 | 得票数    | 得票率 | 当落        |
| ------ | ------------ | ------ | --------- | ------ | ----------- |
| 第21代 | 2025年6月3日 | 李俊錫 | 2,917,523 | 8.34%  | 落選（3位） |

### 総選挙
定数はすべて300。
| 代     | 年月日        | 代表   | 結果 | 結果   | 結果     | 議席占有率 | 得票率 (地域区) | 得票率 (比例代表) | 備考 |
| 代     | 年月日        | 代表   | 合計 | 地域区 | 比例代表 | 議席占有率 | 得票率 (地域区) | 得票率 (比例代表) | 備考 |
| ------ | ------------- | ------ | ---- | ------ | -------- | ---------- | --------------- | ----------------- | ---- |
| 第22代 | 2024年4月10日 | 李俊錫 | 3    | 1      | 2        | 0.01%      | 0.67%           | 3.62%             |      |